# Let the dog drive home
Let the dog drive home is het zevende muziekalbum van de Faeröerse zanger Teitur. Het album werd begeleid door een aantal tekeningen van dezelfde artiest die de muziek en teksten verbeelden. Het album is opgenomen in de STC Muziekstudio te Kopenhagen en Studio Bloch in Tórshavn, thuisbasis van de zanger. De muziek van Teitur is hier sombere folkmuziek.  

## Musici
- Teitur – zang, piano, gitaar
- Nikolaj Torp – toetsinstrumenten, theremin, elektronica
- Derek Murphy – slagwerk
- Mikael Blak – basgitaar, moog
- Anna Klett, Maria Sook Garmark – klarinet
- Mia Káradottir, Marjun Olsen – dwarsfluit
- Rune Sørensen, Patrica Mia Anderson, Frederik Øland, Andréas Brik, Christian Ellgegård, Bastian Schneider, Monika Malmquist – strijkinstrumenten
- Mpiri-koor o.l.v. Gisli Magnason.
- Matias Selbæk – percussie

## Muziek
| Nr. | Titel                                                                      | Duur |
| --- | -------------------------------------------------------------------------- | ---- |
| 1.  | Feel good (Teitur)                                                         | 3:31 |
| 2.  | God, I have so many things to tell you (Teitur, Jeff Cohen, James Slater)  | 3:35 |
| 3.  | Waverly Place (Teitur, Cohen)                                              | 4;13 |
| 4.  | Freight train (Tietur, Cohen, Slater)                                      | 4;36 |
| 5.  | Betty Hedges (Teitur, Mark Nevin, Noah Rosanes)                            | 4:07 |
| 6.  | You never leave LA (Teitur, Pam Sheyne, Michelle Featherstone)             | 3:29 |
| 7.  | Stormy weather (Teitur, Nick Woodbridge)                                   | 5:19 |
| 8.  | Let the dog drive home (Teitur, Cohen)                                     | 4:13 |
| 9.  | Very careless people (Teitur, Cohen)                                       | 3:41 |
| 10. | All I remember from last night is you (Teitur, Beate Ottestad, Arne Hovda) | 3:31 |
| 11. | Fly on the wall                                                            | 4:08 |
| 12. | When I had it all                                                          | 3:32 |

## Hitnotering

### NederlandseAlbum Top 100
| Hitnotering: 05-02-2011 | Hitnotering: 05-02-2011 | Hitnotering: 05-02-2011 |
| Week:                   | 1                       |                         |
| ----------------------- | ----------------------- | ----------------------- |
| Positie:                | 94                      | uit                     |

### Deense Album Top 40
| Hitnotering: 15-10-2010 t/m 28-10-2010 | Hitnotering: 15-10-2010 t/m 28-10-2010 | Hitnotering: 15-10-2010 t/m 28-10-2010 | Hitnotering: 15-10-2010 t/m 28-10-2010 |
| Week:                                  | 1                                      | 2                                      |                                        |
| -------------------------------------- | -------------------------------------- | -------------------------------------- | -------------------------------------- |
| Positie:                               | 9                                      | 19                                     | uit                                    |